# Брутян, Георг Абелович
Гео́рг Абе́лович Брутя́н (арм. Գեորգ Աբելի Բրուտյան; 24 марта 1926, село Севкар Дилижанского уезда Армянской ССР — 8 декабря 2015, Ереван) — армянский и советский учёный и общественный деятель, академик Академии наук Армянской ССР (1982), основатель и президент Армянской философской академии (1987).

## Биография
- 1947 — окончил факультет промышленно-гражданского строительства Ереванского политехнического института, в 1950 — Ереванский государственный университет.
- 1951 — окончил аспирантуру МГУ (по специальности «логика») и защитил диссертацию на соискание ученой степени кандидата философских наук. Научный руководитель — Валентин Фердинандович Асмус.
- 1962 — защитил докторскую диссертацию по теме «Теория познания общей семантики».
- 1951—1961 — доцент кафедры философии Ереванского государственного университета.
- 1962—1970 — профессор, заведующий кафедрой философии Ереванского государственного педагогического института.
- 1970—1986 — основатель и заведующий Кафедрой диалектического материализма и логики философского факультета Ереванского государственного университета.
- 1971 — член-корреспондент Академии наук Армянской ССР.
- 1977—1994 — академик-секретарь Отделения философии и филологии АН Армянской ССР.
- 1982 — академик Академии наук Армянской ССР.
- 1986 — награждён орденом Дружбы Народов.
- 1987 — основатель-Президент Армянской философской академии[2].
- 1994 — вице-президент Национальной академии наук Республики Армения.
- 2001 — президент Международной Академии Философии (Ереван-Амстердам-Беркли).
- 2002 — советник президиума НАН РА.
- 2004 — почетный президент Международного Института Аргументации (Нидерланды)[3].

## Награды
- Орден Дружбы народов (21.03.1986) — за заслуги в развитии философской науки, подготовке научных кадров и в связи с шестидесятилетием со дня рождения[4].
- Медаль «В ознаменование 100-летия со дня рождения Владимира Ильича Ленина» (1970)[4].
- Юбилейная медаль «50 лет Победы в Великой Отечественной войне 1941—1945 гг.» (1995)[4].
- Медаль «Ветеран труда» (1983)[4].

## Научные публикации
На русском языке:
- Брутян, Г. (1950). «К вопросу о взаимоотношении формальной и диалектической логики». В сб. Научные труды ЕГУ (сс. 99 −119). Ереван: Изд-во ЕГУ.
- Брутян, Г. (1968). «У английских аналитиков». Вопросы философии № 2 (сс. 136—143).
- Брутян, Г. (1975). «Уровни абстрагирования и язык как критерий определения статуса логических наук». Вопросы философии, № 4 (сс. 103—114).
- Брутян Г. А. Языковая картина мира и её роль в познании // Методологические проблемы анализа языка. — Ереван: Изд-во Ереван. гос. ун-та, 1976. — С. 53-69.
- Брутян, Г. А. (1978). «Философская природа теории аргументации и природа философской аргументации». Статья первая. Философские науки 1 (сс. 53-60).
- Брутян, Г. А. (1978). "Философская природа теории аргументации и природа философской аргументации. Статья вторая. Природа философской аргументации. Философские науки (сс. 38-46).
- Брутян, Г. А. (1979). Очерки по анализу философского знания. Ереван: Изд-во Айастан.
- Брутян, Г. А. (1980). Учение о логике — главное содержание теоретического наследия Давида Непобедимого (Анахта). Ереван.
- Брутян, Г. А. (1981). Трансформационная логика. Вестник общественных наук, 11 (сс.14-29).
- Брутян, Г. А. (1982). «Аргументация», Вопросы философии, 11 (сс. 43-52).
- Брутян, Г. А. (1983). «Перспективы исследований актуальных проблем теории аргументации». Философские науки, 6 (сс. 63-72).
- Брутян, Г. А. (1983). «Трансформационная логика. Общая характеристика и основные понятия». Вопросы философии, 8 (сс. 95-106).
- Брутян, Г. А. (1983). Трансформационная логика. Ереван: Изд-во АН Арм. ССР.
- Брутян, Г. А. (1984). Аргументация. Ереван: Изд-во АН Арм. ССР.
- Брутян, Г. А., Нарский, И. И. (ред.) (1986). Философские проблемы аргументации. Ереван: Изд-во АН Арм. ССР.
- Брутян, Г. А. (1987). «Новая волна интереса к философской аргументации». В сб. Мшвениерадзе, В. В. (ред.). Философия и культура. XVII Всемирный философский конгресс: проблемы, дискуссии, суждения (сс. 263—275). Моск¬ва: Изд-во Наука.
- Брутян, Г. А. (1988). «Место аргументации в деятельности человека». В сб. Лекторский В. А. и др. (ред.), Теория познания, логика (сс.1-8). Москва: Институт философии.
- Брутян, Г. А. (1989). «Выступление участников пленума правления ФО СССР: Г. А. Брутян — член правлении ФО СССР, председатель Армянского отделения ФО СССР, академик АН АрмССР». В кн.: Информационные материалы Философского общества СССР, № 4/5 (73/74) (сс. 22-38), Москва.
- Брутян, Г. А. (1991). «Актуальные проблемы теории аргументации». Философские науки 5 (сс. 17-29).
- Брутян, Г. А. (1992). Очерк теории аргументации. Ере¬ван: Изд-во АН Армении.
- Брутян, Г. А. (2007). Логическое в зеркале филологического. Ереван: Изд-во НАН РА

На армянском языке:
- Բրուտյան, Գ.Ա. (1980): Դավիթ Անհաղթի ուսմունքը տրամաբանության մասին: Երևան. Հայկ. ԽՍՀ ԳԱ հրատարակչություն:
- Բրուտյան, Գ.Ա. (1980): Իմաստասիրական երկխոսություններ, հ. 2. Երևան. Հայաստան հրատարակչություն:
- Բրուտյան, Գ.Ա. (1987 ա): Տրամաբանության դասընթաց: Երևան. Երևանի համալսարանի հրատարակչություն:
- Բրուտյան, Գ.Ա. (1987 բ): Չընթերցված գրքի էջերից: Երևան. Հայաստան հրատարակչություն:
- Բրուտյան, Գ.Ա. (1993): Տրամաբանության համառոտ դասընթաց: Երևան. ՀԲՀ հրատարակչություն:
- Բրուտյան, Գ.Ա. (1997): Փաստարկման էությունը և բաղադրատարրերը: Երևան. ՀՀ ԳԱԱ Գիտություն, Մխիթար Գոշ հրատարակչություն:

На английском и других языках:
- Brutian, G. (1968). «On the Conception of Polilogic». Mind, LXXVII, 307 (pp. 351–359).
- Brutian G.A. (1974). Methodological Aspects of the Principle of Complementarity. Yerevan.
- Brutian G.A. (1974). Aspectos methodologicos del principio completivo. Yerevan.
- Брутян, Г. (1974). «Методологически аспекти на принципа на допълнительности» (на болгарском языке). В кн.: Философска мисъл. № 6, (сс. 41-49) София.
- Brutian, G.A. (1975-76). Language and Levels of Abstraction as Criteria for Determining the Status of Systems of Logic. Soviet Studies in Philosophy. XIV, 3 (pp. 3–23). New York.
- Brutian, G.A. (1979). «On Philosophical Argumentation». Philosophy and Rhetoric, 2 (pp. 77–90).
- Brutian, G.A. (1980). «Filozoficzna nature teorii argumentacji i natura argumentacji filozoficznej» (pp. 105–120). In: Annales Universitatis Mariae Curie-Sklodowska, Lublin — Polo-nia, vol. V, 7
- Брутян, Г. А. (1981). «Аргументацията и нейните философцки измерения» (на болгарском языке). Политическа просвета, 6 юни год XVI (сс.46-54).
- Brutian, G.A. (1982). «Transformational Logic». In: Ishimoto A. (ed.). Formal Approaches to Natural Language. Proceedings of the Second Colloquium of Montague Grammar and Related Topics (pp. x-1-x-8), Tokyo.
- Brutian, G.A. (1983—1984). «Transformatory Logic: Essential Nature and Basic Concepts». Soviet Studies in Philosophy 22, 3 (pp. 3–22).
- Брутян, Г. А. (1984). «Философская аргументация». Современная эпоха и материализм (на японском языке) 2 (сс. 101—112). Токио.
- Брутян, Г. А. (1984). «Письмо Курта Геделя». Вопросы философии 12 (сс. 123—127).
- Брутян, Г. А. (1985). «Обща теория аргументацията» (на болгарском языке). В кн.: Идеология и риторика (сс. 50-76). София.
- Брутян, Г. А. (1985). «Философия и метафилософия». Вопросы философии. № 9.
- Брутян, Г. А. (1986). «Обща теория аргументацията» (на болгарском языке). В кн.: Проблеми на пропагандата 3 (сс. 32-46). София.
- Brutian, G.A. (1987). Allgemeine Argumentationstheorie. Wissenschaft-liche Zeitschrift der Ernst-Moritz-rndt-Universitat Greifswald. Fragen der Sprachphilosophie und Kommunicationsforschung Geselis chaftswissenschaftliche. Reine 1-2 (pp. 29–32).
- Брутян, Г. А. (1987). «Аргументацията въев фокуса на съвременната философска мисъл» (на болгарском языке). Философска мисъл 3 XLIII (сс. 24-32).
- Брутян, Г. А. (1989). «Проблема аргуменцията пред светов ната философска общност» (на болгарском языке). Философска мисъл 8 (сс. 136—141).
- Brutian, G.A. (1988). «Argumentation in der Tätigkeit des Menschen». In: Das Problem Mensch in der Philosophie (pp. 193–198), Moscau: «Gesellsehaftswissenschaften und Gegenwart».
- Brutian, G.A. (1988). «Argumentation in Man’s Activity». In: The Problem of Man in Philosophy (pp. 183–189). Moscow: Social Sciences Today.
- Brutian, G.A. (1988). El lugar de la argumentacion en la actividad del hombre. In: El problema del hombre en la philosophia (pp. 178–83). Moscú: «Ciencias Sociales Contemporá-neas».
- Brutian, G.A. (1988). «La place de l’argumentation dans l’activity de l'être humain». In: Le problème de l'être humain en philosophie (pp. 190–196). Moscou: Sciences Sociales Aujourd’hui.
- Brutian, G.A. (1988). «Logique transformationelle». In: Philosophie et culture. Actes du XVII-e congrès mondial de philosophie (pp. 805–809). Montreal II. Edité par Venant Cauchy. Editions Montmorency.
- Brutian, G.A. (1989). «Logic and Argumentation». In: Informal Logic. Canada: University of Windsor XI, 1 (p. 47).
- Brutian, G.A. (1991). «The Architechtonics of Argumentation». In: Eemeren F.H.van & R.Grootendorst, J.A. Blair, Ch.A.Willard (eds.). Proceedings of the Second Inter-national Conference on Argumentation. International Society for the Study of Argumentation (pp. 61– 63). Amsterdam: SICSAT.
- Brutian, G.A. (1991). «The Language of Argumentation». In: Eemeren F.H.van & R.Grootendorst, J.A. Blair, Ch.A.Willard (eds.). Proceedings of the Second Inter-national Conference on Argumentation. International Society for the Study of Argumentation (pp. 546–550). Amsterdam: SICSAT.
- Brutian, G.A. (1992). The Theory of Argumentation, its Main Problems and Investigative Perspectives. In: J.Pietarinen (ed.). Problems of Philosophical Argumentation. I General Problems (pp. 5–17), University of Turku, Turum Yliopisto.
- Brutian, G.A. (1993). «Logic of Argumentation (The Perelman’s View: Pros and Cons Arguments). Chaim Perelman et la Pensée contemporaine». Textes resemblés par Guy Haarscher (pp. 293–305), Bruxelles.
- Brutian, G.A. (1995). Transformational Logic. Yerevan: NAS RA. Science Publishing House.
- Brutian, G.A. (1998). Logic, Language, and Argumentation in Projection of Philosophical Knowledge. Lisbon (p. 176).
- Brutian, G.A. (2001). «The Specifity of Dialogue in Argumentative Discourse». In: Fictions of Dialogue. Interdisciplinary Approaches. Programme and Abstracts (pp. 12–13). Heriot Watt University.
- Brutian, G.A. & Brutian, N. (2001). «The Argumentative Apparatus of the Gospels.» — In: Armenian Mind, 2001, vol. V, № 1-2, pp. 50–66.